# 布里克島
52°12′24″S 58°51′02″W / 52.20667°S 58.85056°W

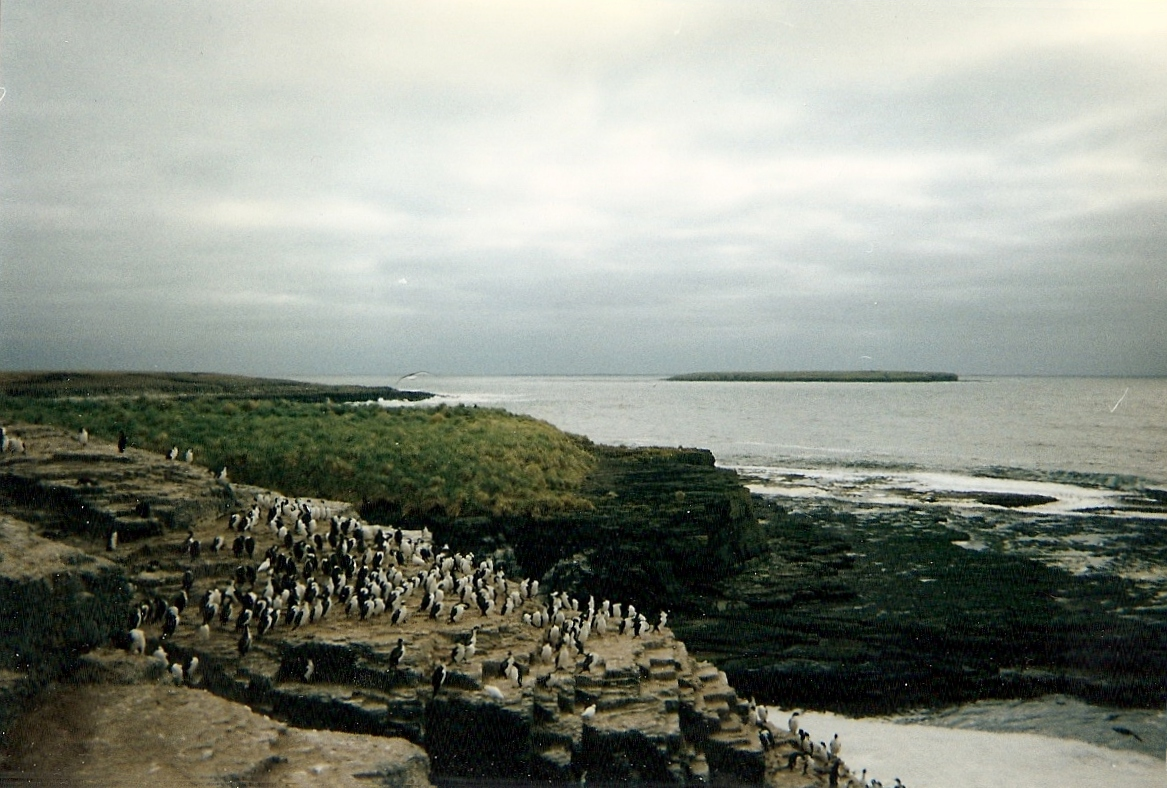

布里克島是英國海外領土福克蘭群島的島嶼，位於索萊達島東南的大西洋南部海域，長19公里、寬2.5公里，面積20.7平方公里，最高點海拔高度27米，該島有企鵝、南海獅和信天翁棲息。

## 外部連結
- Survey of Bleaker Island birds
- Pictures from Bleaker Island（页面存档备份，存于）
- Bleaker Island website（页面存档备份，存于）